# L'isola dei coralli
L'isola dei coralli (Le Récif de corail) è un film del 1939 diretto da Maurice Gleize.

## Trama
A Brisbane, in Australia, Ted Lennard ha ucciso un vecchio malvivente durante una rissa. Ricercato dalla polizia, egli riesce a imbarcarsi sul Portland, un cargo che parte per il Messico. Durante la navigazione, la nave fa scalo su una paradisiaca isola corallina, dove vive un misantropo che vi ha trovato fortuna e che gli propone di restarvi. Ma Ted continua il suo viaggio verso il Messico. Accusato a torto d'aver rubato il denaro del comandante, gli viene impedito lo sbarco. Quando infine viene discolpato, la nave è già di ritorno a Brisbane. Credendosi ancora perseguito, egli prosegue la fuga verso un'altra città, ove trova lavoro in un'officina. Al café, egli vede arrivare Abboy, il poliziotto che lo ricercava e fugge nuovamente. Giunge ad uno chalet isolato, sulla riva d'un fiume, dove incontra Lilian White, une giovane donna che vive lontano dal mondo. I due fanno a poco a poco amicizia. Ted accarezza l'idea di partire con lei verso l'isola corallina per iniziarvi una nuova vita. Ma arriva Abboy, che lo informa di non essere più ricercato, ma che è venuto per arrestare Lilian, anche lei accusata di omicidio. Lilian fugge verso la città vicina ove incombe una grave epidemia, e cade ammalata. Ted la ritrova e Abboy anche. Quest'ultimo usa la sua autorità per farla curare. Ted lavora e può acquistare due biglietti del treno per Brisbane. Guarita, Lilian riprende a sperare ma Abboy riappare in città. Ted e Lilian si dichiarano il loro amore. Essi riescono a raggiungere Brisbane e si apprestano a imbarcarsi sul Portland, verso l'isola di corallo. Abboy è sulla banchina, ai piedi della passerella e decide di lasciarli partire, dichiarando ufficialmente Lilian morta nell'epidemia.